# Magden
Magden es una comuna suiza del cantón de Argovia, ubicada en el distrito de Rheinfelden. Limita al norte con las comunas Rheinfelden y Möhlin, al este con Maisprach (BL), al sureste con Wintersingen (BL), al sur con Nusshof (BL), y al oeste con Olsberg, Hersberg (BL) y Arisdorf (BL). 